# Greizer Hütte
Le refuge Greizer ou Greizer Hütte est un refuge situé dans les Alpes de Zillertal à 2 227 mètres d'altitude, en Autriche, et géré par la Deutscher Alpenverein, une institution alpine allemande. Le bâtiment a plus d'un siècle.